# Georg Riedel
Pour les articles homonymes, voir Riedel.
Georg Riedel, né le 8 janvier 1934 à Karlovy Vary (Tchécoslovaquie) et mort le 25 février 2024 à  Stockholm (Suède), est un musicien contrebassiste et compositeur suédois de musique de film.

## Biographie

### Jeunesse et formation
Georg Riedel migre en Suède à l'âge de quatre ans et fréquente l'école de Stockholm, y compris l'école de musique d'Adolf Fredrik (en).

### Carrière

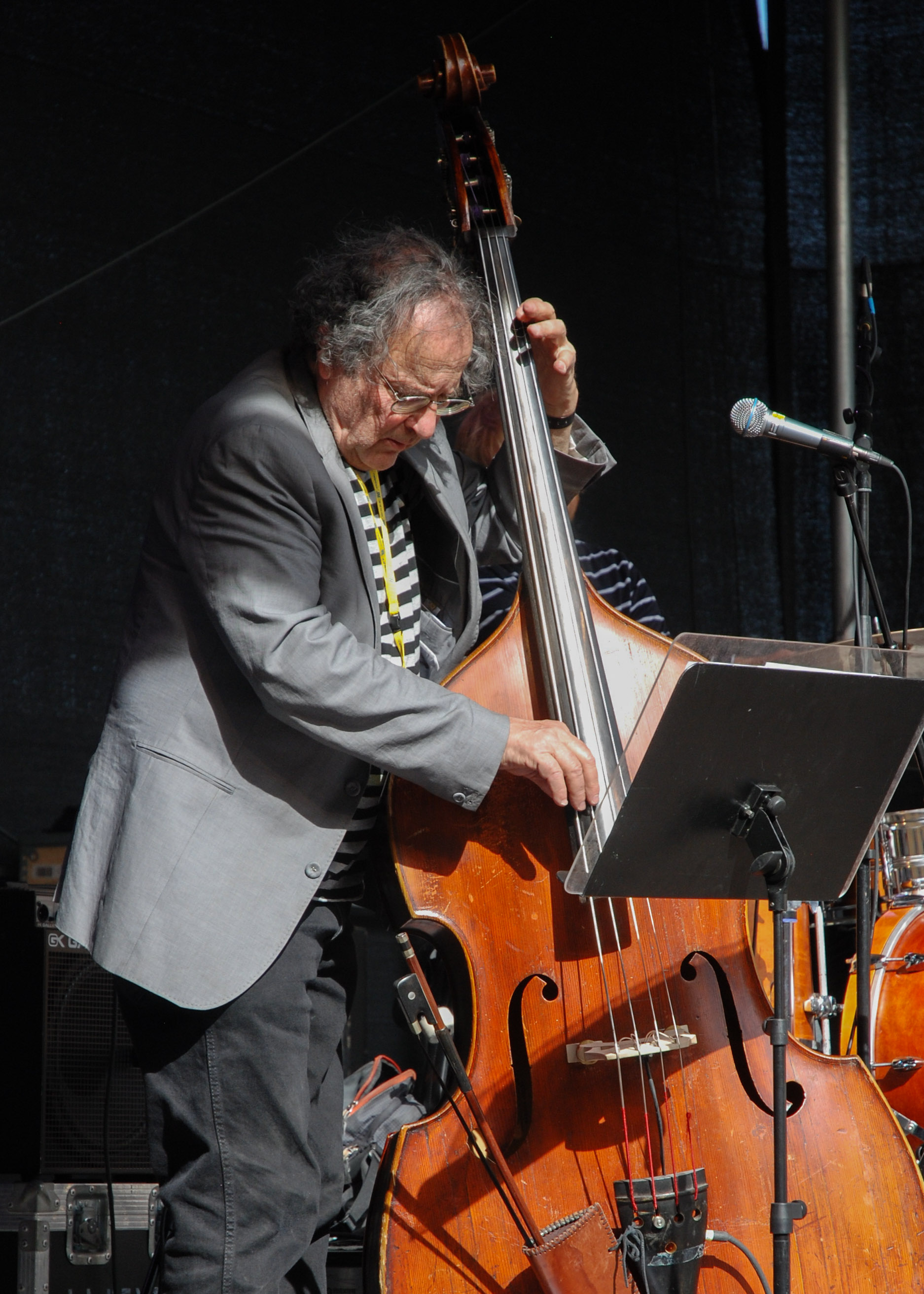
Georg Riedel en 2010.

L'enregistrement le plus connu avec Georg Riedel est probablement Jazz på la svenska (« Jazz en suédois ») de Jan Johansson (en), une compilation minimaliste de chansons folkloriques de jazz enregistrée en 1962 et en 1963. Georg Riedel a également enregistré avec d'autres grands musiciens suédois comme le trompettiste Jan Bertil Allan, Bengt Hallberg (en), Arne Domnérus, Lars Gullin, Bengt-Arne Wallin (de), Rune Gustafsson... Il participe aussi à plusieurs des NDR Jazz Workshops de la Norddeutscher Rundfunk à Hambourg aux côtés d'artistes européens et américains.
Le profil de Georg Riedel comme compositeur provient presque exclusivement de l'écriture de musiques pour les films d'Astrid Lindgren, dont le thème principal du film Emil i Lönneberga. Il a également composé la musique de plusieurs films d'Arne Mattsson dans les années 1960 ainsi que pour les adaptations cinématographiques des romans de Stig Dagerman.

## Filmographie partielle
- 1964 : Äktenskapsbrottaren de Hasse Ekman
- 1965 : Festivitetssalongen de Stig Ossian Ericson
- 1970 : Poupée d'amour (Nana) de Mac Ahlberg